# Worksong

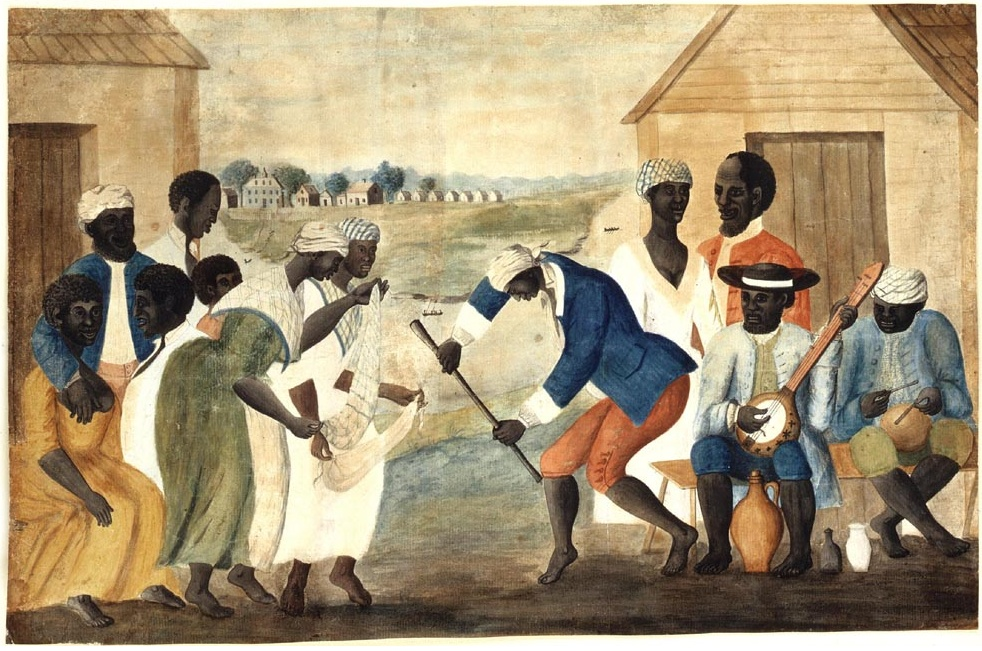
Slaven dansen op muziek.

Een worksong is een lied uit een genre dat ontstaan is onder de Afro-Amerikanen. Het waren werkliederen die de slaven zongen tijdens hun zware werk op plantages (plantation song), bij wegenbouw, spoorwegaanleg (railroad song) en de scheepvaart. Het ritme en tempo van de liederen werden bepaald door de lichaamsbewegingen, zodat ze makkelijk onder het werk te zingen waren. De teksten en melodieën waren erg eenvoudig.
Het werd gezongen door een voorzanger die werd afgewisseld door het koor. Worksongs worden nu nog gezongen door de zwarte dwangarbeiders in de "prison farms".
Worksongs speelden een grote rol bij het ontstaan van de blues.